# Middle Child
«Middle Child» (стилизовано под маюскул) — песня американских рэперов PnB Rock и XXXTentacion, выпущенная как шестой трек со второго студийного альбома PnB Rock TrapStar Turnt PopStar 3 мая 2019 года. Продюсером выступил DatKidChris.

## Описание
На песне PnB Rock и XXXTentacion обмениваются «мелодичными строчками» с «явно трэповым ландшафтом». На припеве PnB Rock размышляет о своей трудной детской жизни, и о проблемах с законом в подростковом возрасте. XXXTentacion же хвастается, что у него много денег.

## Музыкальное видео
Официальное музыкальное видео было выпущено 8 августа 2019 года. Режиссёром выступил Дерек Пайк. В нём показаны PnB Rock и XXXTentacion будучи детьми. В нём они готовят смузи, которое рэперы называют «трэп-соком», с чипсами, сливками и игрушечной машинкой. Молодые версии PnB Rock и XXXTentacion продают его по 5 долларов за чашку у себя во дворе. Напиток приносит финансовый успех, и вскоре рэперы на свою прибыль купили себе цепи. В конце видео взрослый PnB Rock скрестил руки в виде символа «X» в честь покойного XXXTentacion.
По словам PnB Rock, он хотел, чтобы визуальный ряд был «весёлым и беззаботным» и напоминал ему о времени, которое он провёл с XXXTentacion. Раким также получил одобрение матери покойного рэпера Клеопатры Бернар на выпуск видео.

## Чарты
| Чарт (2019)                           | Высшая позиция |
| ------------------------------------- | -------------- |
| Новая Зеландия (RMNZ)                 | 18             |
| США (Billboard Hot 100)               | 91             |
| США (Billboard Hot R&B/Hip-Hop Songs) | 37             |